# Der Zürich-Krimi: Borchert und die Zeit zu sterben
Borchert und die Zeit zu sterben ist ein Fernsehfilm aus der Kriminalfilmreihe Der Zürich-Krimi aus dem Jahr 2021. Er wurde im Auftrag von ARD Degeto für Das Erste produziert. Die 12. Folge der Filmreihe wurde am 18. Februar 2021 erstgesendet.

## Handlung
Thomas Borchert, der Anwalt ohne Lizenz, und seine Mitarbeiterin Dominique Kuster übernehmen das Mandat von Anna Sutter, die nach dem unerwarteten Tod ihres Vaters, des Uhrenherstellers Ludwig Sutter, das Testament anfechten lassen will. Als kurz darauf Anna Sutters Halbbruder René in seinem Büro erschlagen wird, gerät die junge Frau unter Mordverdacht. Die Indizien sprechen gegen sie. Vor allem die Tatsache, dass an der Tatwaffe ihre Fingerabdrücke zu finden sind und sie laut einer Zeugenaussage die Letzte war, die vor seinem Tod bei ihm war. Dominique Kuster versucht sie als Anwältin in der Mordklage zu vertreten und ihre Unschuld zu beweisen.

## Hintergrund
Der Film wurde vom 3. März 2020 bis zum 16. August 2020 (mit Drehpause aufgrund der COVID-19-Pandemie) in der Schweiz an Schauplätzen in Zürich und Scuol (Kanton Graubünden) sowie in der tschechischen Hauptstadt Prag gedreht.

## Rezeption

### Kritik
Die Kritiker der Fernsehzeitschrift TV Spielfilm fassten Borchert und die Zeit zu sterben mit den Worten „Gemächlich plätschern die Ermittlungen dahin“ zusammen. Sie bewerteten den Film mit dem Daumen zur Seite. Die Fernsehzeitschrift TV Movie schrieb: „Erzählerisch komplex, spannend inszeniert“, und vergab 3 von 3 Punkten für die Spannung.

### Einschaltquoten
Bei der Erstausstrahlung verfolgten 6,48 Millionen Zuschauer die Filmhandlung, was einem Marktanteil von 19,0 Prozent entsprach. Bei den 14–49-Jährigen verfolgten 0,66 Millionen Zuschauer die Filmhandlung, mit einem Marktanteil von 7,0 Prozent.